# Уан (река)
Уан (фр. Ouanne) је река у Француској. Дуга је 84 km. Улива се у Лоан. 